# Bric Resonau
Il Bric Resonau o Bric Resonnou è una montagna dell'Appennino ligure, alta 1146 m s.l.m.. È situata all'interno del Parco del Beigua e la sua vetta si trova sul confine tra i comuni di Cogoleto (GE) e di Sassello (SV).

## Etimologia
La diversa grafia con la quale è riportato il nome del monte deriva probabilmente da diverse trascrizioni adottate per rendere di un toponimo ligure. Questo deriva comunque dalla capacità della montagna di produrre l'eco (ri-suono) se si grida dal prato sottostante.

## Geografia
Il Bric Resonnou si trova sullo spartiacque principale appenninico; un colletto poco a sud della montagna (quota 1091) lo separa dalla cima Fontanaccia e dalla Rocca del Lago, mentre a nord-ovest il crinale, dopo un'insellatura, prosegue verso il Bric Damè.
Sulla cima si trova un ometto con una piccola croce e una nicchia con il libro di vetta. Il panorama è molto vasto e abbraccia un lunghi tratti della costa, delle Alpi e dell'Appennino ligure. Nelle giornate più limpide lo sguardo può spingersi fino alla Corsica.

## Geologia
Dal punto di vista geologico la montagna è collocata nel complesso delle serpentine di Capanne di Marcarolo, appartenenti a loro volta al gruppo dei calcescisti con pietre verdi di Voltri, risalenti al Giurassico-Cretaceo. Tra il Bric Resonau e la Rocca del Lago è presente un pianoro riconducibile ad una formazione nivale a lastricato.

## Ascensione alla vetta

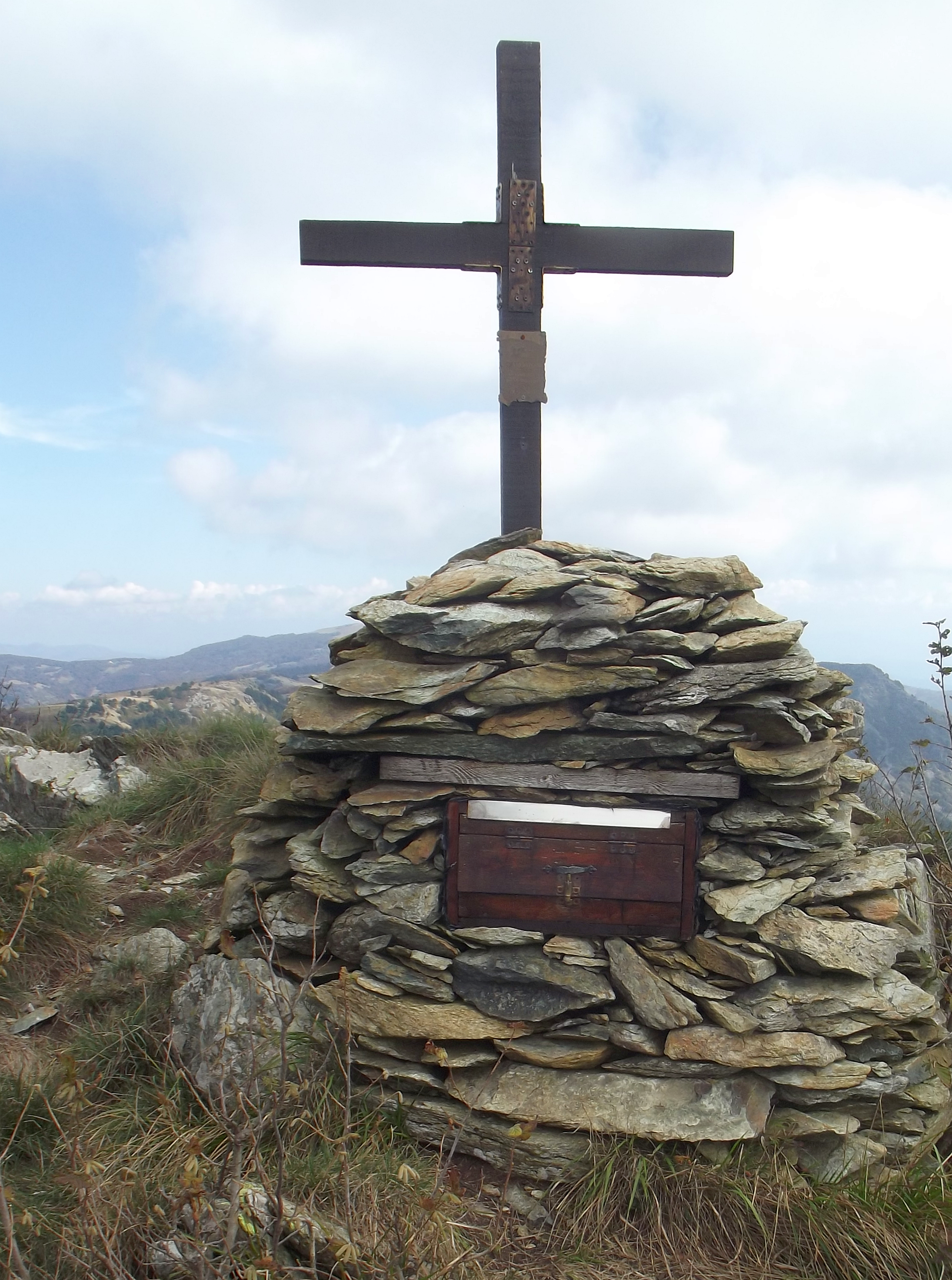
La croce di vetta

Per salire in vetta vi sono diversi itinerari.
Un percorso lungo e con vari spunti di interesse naturalistico e storico-etnografico parte dalla frazione Lerca di Cogoleto e risale il vallone del Lerca fino al colletto a quota 1091, dal quale poi si può raggiungere la vetta fuori sentiero su terreno non troppo agevole oppure aggirarla e seguire fino in cima una traccia tra i massi segnalata con due pallini rossi.
Lo stesso colletto è raggiungibile anche tramite l'Alta via dei Monti Liguri, partendo dal passo del Faiallo (ad est) o dal rifugio Prato Rotondo (a ovest).
Alla cima della montagna si può anche arrivare scalando direttamente il roccioso versante Ovest; in questo caso la difficoltà da escursionistica diventa alpinistica ed è stimata in F.

## Punti di appoggio

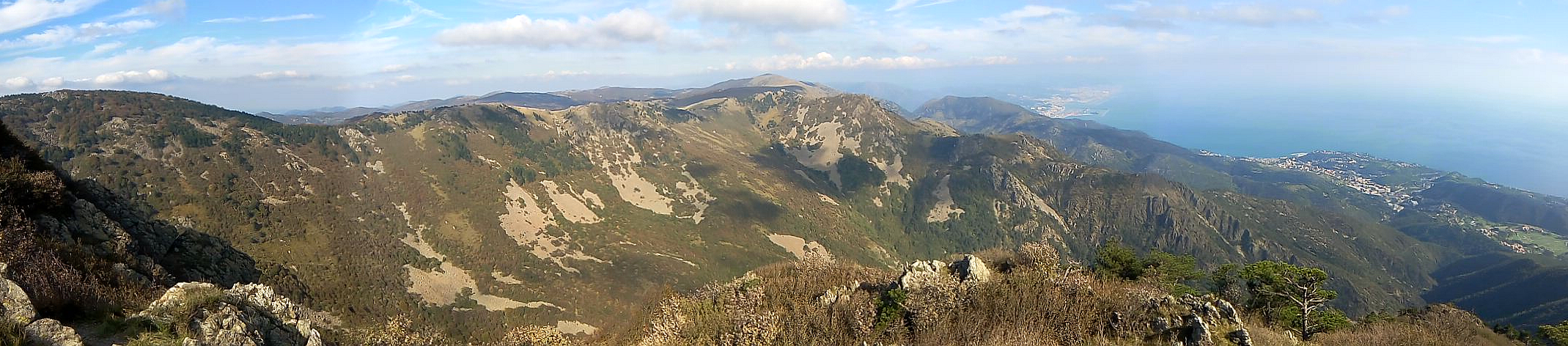
Panorama dalla vetta, sullo sfondo il porto di Genova.

- Rifugio Prato Rotondo (1108 m);
- Rifugio Padre Rino  (903 m)[8]